# Villarmentero de Esgueva
Villarmentero de Esgueva es un municipio y localidad española de la provincia de Valladolid, en la comunidad autónoma de Castilla y León. El término municipal, ubicado en el Valle del Esgueva, tiene una población de 102 habitantes (INE 2024).

## Etimología
La voz romance "Villarmentero" se deriva de la aglutinación de los vocablos latinos "villa" (villa, granja) y "armenterius" (pastor de ganado mayor, ganadero). Por consiguiente, "Villarmentero" significa: "Villa del ganadero".

## Geografía
El municipio tiene una superficie de 13,47 km².

## Historia
Los orígenes de Villarmentero de Esgueva se pierden en la noche de los tiempos. Lo que sí puede afirmarse es que su término municipal ya estaba poblado durante el Imperio romano, según se deduce del hallazgo de restos arqueológicos de dicha época en el paraje de "El Mesón".
El primer documento histórico que menciona a Villarmentero de Esgueva se remonta al año 1160, y en virtud del cual, María Téllez y su esposo Gustavo Iñíguez, venden a Pedro Rey y a su esposa Sancha, toda la hacienda que poseían en Villarmentero, a cambio de un moro evaluado en doce maravedís.
En el siglo XIII fue construida la actual iglesia parroquial, bajo la advocación de Santa Juliana. Esta iglesia es un monumento de arte gótico-mudéjar con reminiscencias románicas.
A mediados del siglo XVIII, Villarmentero de Esgueva se hallaba situado en el partido de Portillo de la provincia de Valladolid y era villa de señorío, perteneciendo a José Benito de Tineo y Osorio -vecino de la ciudad de Astorga-, quien percibía de cada vecino de Villarmentero un foro de una fanega de cebada al año, por razón de señorío y vasallaje.
En el año 1779, el señor de la villa y vecinos de Villarmentero -siguiendo, tal vez, una antiquísima costumbre- penetraron en el término y jurisdicción del despoblado de "Polvoreda" (antiguo lugar medieval de "Polvorera", al oeste de Villarmentero), lo que motivó la oposición en forma legal por parte del concejo y vecinos del lugar de Castronuevo, pues estos últimos alegaban tener plena jurisdicción sobre el término de dicho despoblado, por haberlo comprado "a censo perpetuo" a la ciudad de Valladolid.
En 1785, Villarmentero era villa realenga con alcance ordinario y pertenecía al partido de Portillo de la provincia de Valladolid.
En 1825 continuaba siendo "villa realenga" y por entonces su población se componía de 18 vecinos (62 habitantes). Su agricultura producía 4200 fanegas de grano y 940 cántaras de vino, y se cosechaba también mucho anís y cominos. También poseían 2500 cabezas lanares.
El 19-11-1849, siendo alcalde de Villarmentero Agustín Gil, se enajenaron por el municipio diversos terrenos concejiles para costear las obras de un nuevo cauce en el río Esgueva, con el fin de dar salida a las aguas que inundaban los prados del común de dicha villa.
En 1850, Villarmentero tenía 18 vecinos (92 habitantes) y 29 casas, y aún poseía un monte poblado de robles. En esta época, ya existía el antiguo y famoso "pozo de la villa", cerca del antiguo cementerio.
Hasta la reforma de la nomenclatura municipal de 1916 el municipio se llamaba simplemente Villarmentero. En dicha fecha su nombre fue modificado por el de Villarmentero de Esgueva.
El 31-12-1930, Villarmentero tenía un población "de derecho" de 270 habitantes y poseía 88 edificios y 41 albergues.
El 15 de marzo de 1955, Villarmentero de Esgueva -en unión de otros pueblos vecinos del Cerrato vallisoletano-, quedó separado de la antiquísima diócesis palentina, pasando a formar parte de la archidiócesis de Valladolid.

## Geografía humana

### Demografía
Cuenta con una población de 102 habitantes (INE 2024).
| Gráfica de evolución demográfica de Villarmentero de Esgueva entre 1842 y 2021 |
| |
| Población de derecho según los censos de población del INE Población de hecho según los censos de población del INEEn estos censos se denominaba Villarmentero: 1842, 1857, 1860, 1877, 1887, 1897, 1900 y 1910 |

| 136                        | 118 | 123 | 130 | 132 | 138 | 106 | 103 | 96 |
| (Fuente: [cita requerida]) |     |     |     |     |     |     |     |    |

## Administración y política
| Periodo   | Nombre                 | Partido |
| --------- | ---------------------- | ------- |
| 1979-1983 | Julio Rodríguez Guerra | UCD     |
| 1983-1987 | Julio Rodríguez Guerra | AP      |
| 1987-1991 | Julio Rodríguez Guerra | AP      |
| 1991-1995 | Julio Rodríguez Guerra | AP      |
| 1995-1999 | Julio Rodríguez Guerra | PP      |
| 1999-2003 | Santiago Torres Bazaco | PP      |
| 2003-2007 | Santiago Torres Bazaco | PP      |
| 2007-2011 | Santiago Torres Bazaco | PP      |
| 2011-2015 | Santiago Torres Bazaco | PP      |
| 2015-2019 | Antonio Morelle Calvo  | PP      |
| 2019-2023 | Antonio Morelle Calvo  | PP      |

## Patrimonio

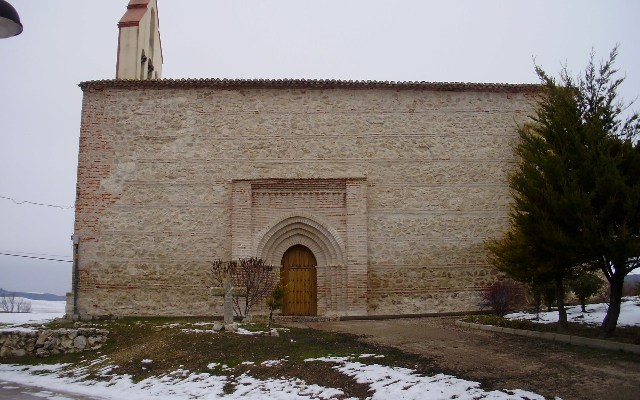
Iglesia parroquial Santa Juliana

La iglesia parroquial de Santa Juliana es un edificio de dos naves, gótico mudéjar del siglo XIII, como bien puede verse en su puerta de ingreso, que cubre su nave principal con una armadura de cubierta de madera de par e hilera y su nave del Evangelio con una techumbre de madera de una sola vertiente. El coro de los pies se apoya en canecillos decorados. En el retablo mayor destaca la hermosa escultura de la titular, Santa Juliana. En el lado del Evangelio se pueden ver dos interesantes retablos de pintura, uno de ellos de mediados del siglo XVI y con pinturas sobre tabla, que representan la Oración del Huerto, el Prendimiento, la Coronación de Espinas, el Camino del Calvario, la Asunción y la Coronación de la Virgen, todas influidas por la pintura de Alonso Berruguete. El otro de finales del siglo XV, también de pintura sobre tabla, con San Pablo, San Jorge, Santiago, San Roque, San Juan Bautista, San Juan Evangelista y la Virgen con los donantes, atribuido al Maestro de Manzanillo. Se sabe que este templo tuvo torre, pero se derrumbó en el siglo XVIII, siendo reemplazada por la actual espadaña.

## Fiestas
- 16 de febrero: fiesta mayor en honor a la Patrona Santa Juliana.
- 15 de mayo: San Isidro Labrador.